# 順慶府

四川省の順慶府の位置（1820年）

順慶府（じゅんけいふ）は、中国にかつて存在した府。宋代から民国初年にかけて、現在の四川省南充市一帯に設置された。

## 概要
1227年（宝慶3年）、南宋により果州が順慶府に昇格した。順慶府は潼川府路に属し、南充・西充・流渓の3県を管轄した。
1260年（中統元年）、モンゴル帝国により順慶府に征南都元帥府が置かれた。1267年（至元4年）、東川路統軍司が置かれた。後に東川府と改められた。1278年（至元15年）、元により東川府は順慶府の称にもどされた。1283年（至元20年）、順慶府は順慶路に昇格した。順慶路は四川等処行中書省に属し、録事司と南充・西充の2県と広安府に属する渠江・岳池の2県と蓬州に属する相如・営山・儀隴の3県と渠州に属する流江・大竹の2県、合わせて1司2県1府2州府領2県州領5県を管轄した。
1371年（洪武4年）、明により順慶路は順慶府と改められた。順慶府は四川省に属し、直属の南充・西充の2県と蓬州に属する営山・儀隴の2県と広安州に属する岳池・隣水・渠・大竹の4県、合わせて2州8県を管轄した。
清のとき、順慶府は四川省に属し、南充・西充・営山・儀隴・岳池・隣水・蓬州・広安州の2州6県を管轄した。
1913年、中華民国により順慶府は廃止された。